# 二重埔 (新北市)
二重埔，簡稱二重，是臺灣新北市三重區的一個地名，位於該區西南部鄰近新莊區的地帶，西接頭前，東臨三重埔，北邊為更寮、溪墘，南邊為淡水河。相較於今日行政區，其範圍大致包括大有里、博愛里、二重里不含二重國中一帶地區、田心里西南端、田安里西部、光陽里西部、頂崁里、中興里、谷王里、五谷里不含東南端，以及五股區興珍里最東端。現今的「二重埔地區」則主要包括二重里、頂崁里、大有里、博愛里、五谷里、谷王里、中興里、德厚里、成功里、福祉里、福民里、福德里等地。

## 歷史
清治時期、日治前期為興直堡下街庄二重埔庄。臺北廳時代曾有「二重埔區」轄有二重埔庄、三重埔庄、更寮庄、新塭庄。
日治中期改制為臺北州新庄郡鷺洲庄轄域內二重埔大字。大字下有「五谷王」、「頂田心子」、「頂崁」、「陡門頭」、「中興」、「大有」小字名。
戰後鷺洲庄改為鷺洲鄉。1947年原屬興直堡的二重、三重與原屬芝蘭二堡的蘆洲再度分治，二重埔與三重埔劃為新設的三重鎮。1962年改制為三重市。2010年改制為三重區。

## 著名地標
- 先嗇宮：直轄市定古蹟，木結構對場，為北台灣保存最好、最精美之對場作建築。
- 二重疏洪道
- 新北大橋
- 重新大橋
- 二重跳蚤市場
- 金陵女中
- 興穀國小